# Otto Hausmann

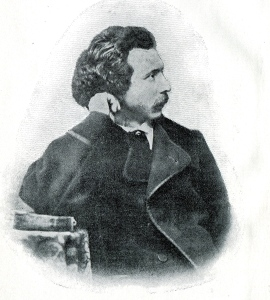
Otto Hausmann, 1892

Otto Hausmann (* 5. November 1837 in Elberfeld; † 13. März 1916 ebenda) war ein deutscher Schriftsteller und Maler.

## Familie

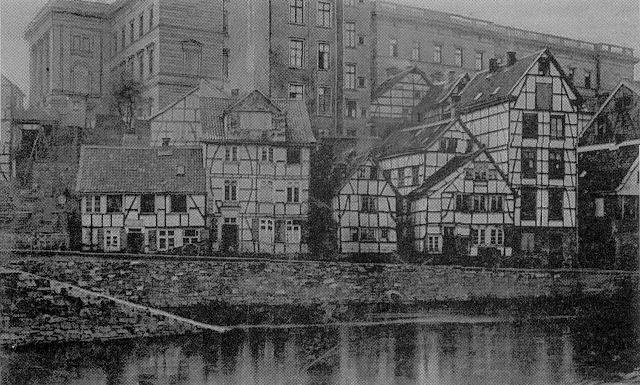
Die Fuhr in Elberfeld, 1887. Im Hintergrund die Eisenbahndirektion Elberfeld

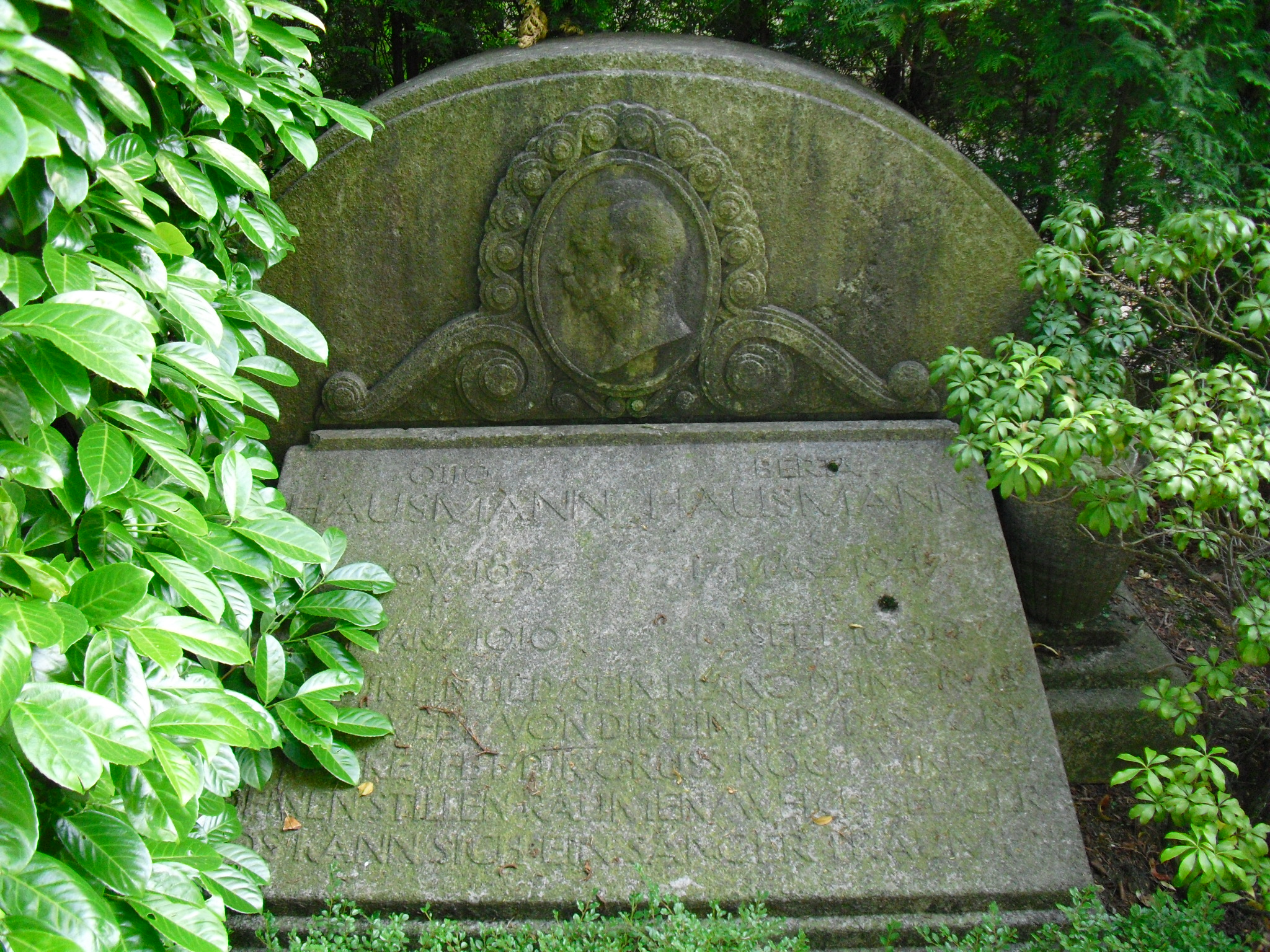
Grabstein auf dem Reformierten Friedhof Hochstraße (Wuppertal)

Hausmanns Eltern und Großeltern stammten aus dem Elendsviertel An der Fuhr (Fuhrstraße), die am südlichen Rand Elberfelds hinter der Wupper lag und die überwiegend sozial Schwachen und wenig Begüterten Quartiere bot. Hier suchten zumeist Handwerker und Tagelöhner ihr Auskommen.
Sein Urgroßvater großmütterlicherseits war Johann Friedrich Maas (1741–1806), der in dem Viertel eine Schreinerei betrieb. Er war mit seinen Eltern als Heranwachsender aus Wesel nach Elberfeld gezogen und erwarb nach Abschluss seiner Schreinerausbildung ein kleines Haus am Rande der östlichen Fuhr, auf der wupperabgewandten Seite. Um 1765 heiratete er in Solingen Anna Catharina Stamm (1744–1815), die Tochter des Schwertschmiedes Arnold Stamm.
In dem Haus an der Fuhr wurden neun Kinder geboren, von denen bereits drei im frühen Kindesalter starben. Die Familie hatte ein bescheidenes Auskommen. 1767 erwarb der Urgroßvater für drei Taler das Bürgerrecht der Stadt Elberfeld. Die älteste und der jüngste Sohn erlernten das Handwerk des Schreiners, der sechste Sohn wurde Buchbinder und ein jüngerer Bruder Hosen- und Handschuhmacher. Das fünfte Kind, Maria Wilhelmina, wurde 1776 geboren. Der Rufname des Mädchens war Mina.
Im Leben Minas zeigen Geschehnisse, Namen und Örtlichkeiten auffällige Ähnlichkeiten mit dem Leben der Mina Knallenfalls, eine von Otto Hausmanns späteren Figuren seines gleichnamigen Mundartepos. Wilhelmina Maas heiratete 1804 den Drucker und Färber Carl Friedrich Hausmann, Otto Hausmanns Großvater (* 1781), der von Laufenselden in der preußischen Provinz Hessen-Nassau als junger Handwerker nach Elberfeld gekommen war und dort um 1800 in den zahlreichen Färbereien und Textildruckereien nach Arbeit gesucht hatte. Das Paar lebte im Haus von Minas Eltern und hatte drei Söhne, Carl Friedrich (* 8. Januar 1805), der Vater Otto Hausmanns, Friedrich (* 17. März 1807) und Gustav August Hausmann (* 2. August 1812).
Nach zwanzig Jahren des Sparens schaffte es Carl Friedrich Hausmann aus der Position des lohnabhängigen Handwerkers und des Eingeheirateten aus dem Hause seines Schwagers Friedrich Maas herauszukommen und eine eigene Werkstatt aufzubauen. Er erwarb 1823 ein Grundstück an der Herzogstraße, wo er 1825/26 ein Haus errichtete. Im Februar 1827 verschuldete er sich abermals mit tausend Talern bei dem Elberfelder Baumeister Heinrich Gill „für den Neubau eines Hintergebäudes hinter seinem Wohnhaus“, vermutlich als Werkstattgebäude zur Unterbringung seines kleinen Handwerksbetriebs.
Carl Friedrich Hausmann, der älteste Sohn, war im Armenviertel an der Fuhr aufgewachsen. Im väterlichen Betrieb hatte er die Färberei erlernt. Er heiratete am 22. Juni 1829 die neunzehnjährige Jacobina König und wohnte mit ihr in der Herzogstraße, vermutlich im elterlichen Haus. Hier wurde 1830 ihr erster Sohn (Carl Friedrich jr.) geboren, seine Mutter verstarb vermutlich im Kindbett. Carl Friedrich Hausmann heiratete darauf seine zweite Frau Lotta, geborene Niederste-Schee. 1836 gebar sie eine Tochter, Charlotta Pauline. Nach dem Umzug der Familie in die nahe Laurentiusstraße (auf das heutige Gelände der Deutschen Bank) wurde hier am 5. November 1837 Otto Hausmann geboren.

## Leben
Otto Hausmanns Mutter starb, als der Junge fünfeinviertel Jahre alt war. Hausmanns Halbbruder, Handelsgehilfe im väterlichen Geschäft, starb bereits 1851 mit einundzwanzig Jahren. Darauf erkrankte der Vater schwer, wahrscheinlich an Tuberkulose, sodass sich Hausmann früh durch schwere Arbeit um den Broterwerb kümmern musste und keine höhere Schule besuchen konnte. Der Konkurrenz der beginnenden Industrialisierung konnte die Familienfärberei, die vom Großvater mit Mühe weitergeführt wurde, nicht standhalten. Otto Hausmann erlernte das Handwerk des Steindruckers. Erst später konnte er in Düsseldorf das „Einjährige“ (einen Mittleren Schulabschluss) nachholen. Zusätzlich eignete er sich im Selbststudium weitreichende Kenntnisse der Geschichte, Geografie und Literaturgeschichte an.
1864 starben Otto Hausmanns Vater und Großvater. Er erbte zusammen mit seiner Schwester das Haus mit Hintergebäude in der jetzigen Kasinostraße 28. Der Kattundruck- und Färbereibetrieb lief aus. Im Hintergebäude eröffnete Otto Hausmann später eine „Lithographische Anstalt“. 1874, zehn Jahre nach der Übernahme des Erbes, übernahm er das noch aus früherer Zeit zu einem Drittel verschuldete Haus und zahlte seine Schwester aus. Am 4. März 1876 nahm er Berta Huffmann, die Witwe des Bierbrauers und Schankwirts Johannes Lötz, zur Ehefrau. Sie war eine „verständige Mitempfinderin seines poetischen Strebens und Schaffens“. Die Einnahmen des Geschäftes, der Verkauf des großväterlichen Hauses für 36.500 Goldmark und die finanziellen Möglichkeiten seiner Ehefrau versetzten ihn in die Lage die gewerbliche Beschäftigung immer mehr einzuschränken und sich ab 1890 fast ganz seiner literarischen Tätigkeit widmen zu können. Später rief er für wohltätige Zwecke die „Berta- und Otto Hausmann-Stiftung“ mit einer Einlage von 12.000 Goldmark ins Leben. Kunstreisen führten ihn mit seiner Frau durch Deutschland (unter anderem eine Rheinreise von Köln bis Mainz) und vor allem nach Italien.
In Elberfeld gehörte Hausmann zu den Honoratioren der Stadt. Mit drei heimischen Musikern, dem Elberfelder Musikdirektor Alfred Dregert und den Komponisten und Gesanglehrern Georg Rauchenecker und Carl Lorleberg, verband ihn eine enge Freundschaft. Ein anderer Freund, der Grafiker Hermann Würz (1836–1899, seit 1854 ein Schüler Richard Seels) illustrierte einige von Hausmanns Werken, jedoch überwarfen sich die beiden später. Weitere enge Freunde war Gustav Hoerter (1844–1912), Sohn eines Elberfelder Webermeisters und Gymnasialprofessor am Barmer Realgymnasium sowie Friedrich Storck, dem „Plattkaller“, der wie Hausmann vom Färber als Autodidakt zum Mundartdichter aufgestiegen war und mit Hausmann von der Bürgerschicht Elberfelds gefeiert wurde. 1896 wurde Hausmann Vorstand der Schule Wirkerstraße, zudem war er Mitglied im Kuratorium der Fortbildungsschule. Von 1904 bis 1906 bekleidete er das Amt eines Stadtverordneten, wobei er wahrscheinlich die Interessen der Freisinnigen Partei im Stadtparlament Elberfelds vertrat.
Zuletzt hatten die Eheleute Hausmann seit 1900 im zweiten Stock des Westflügels des Neuburgschen Hauses in der Luisenstraße 56 gelebt, gegenüber dem Garten Adam und Eva, neben der heutigen Stadtbibliothek. Hausmanns Ehefrau verstarb hier am 12. Dezember 1906; Hausmann selbst wurde darauf schwer krank und verstarb hier 1916. Das Haus ging beim Luftangriff auf Elberfeld 1943 verloren.

## Werk (Auswahl)

### Schriftstellerisches Werk

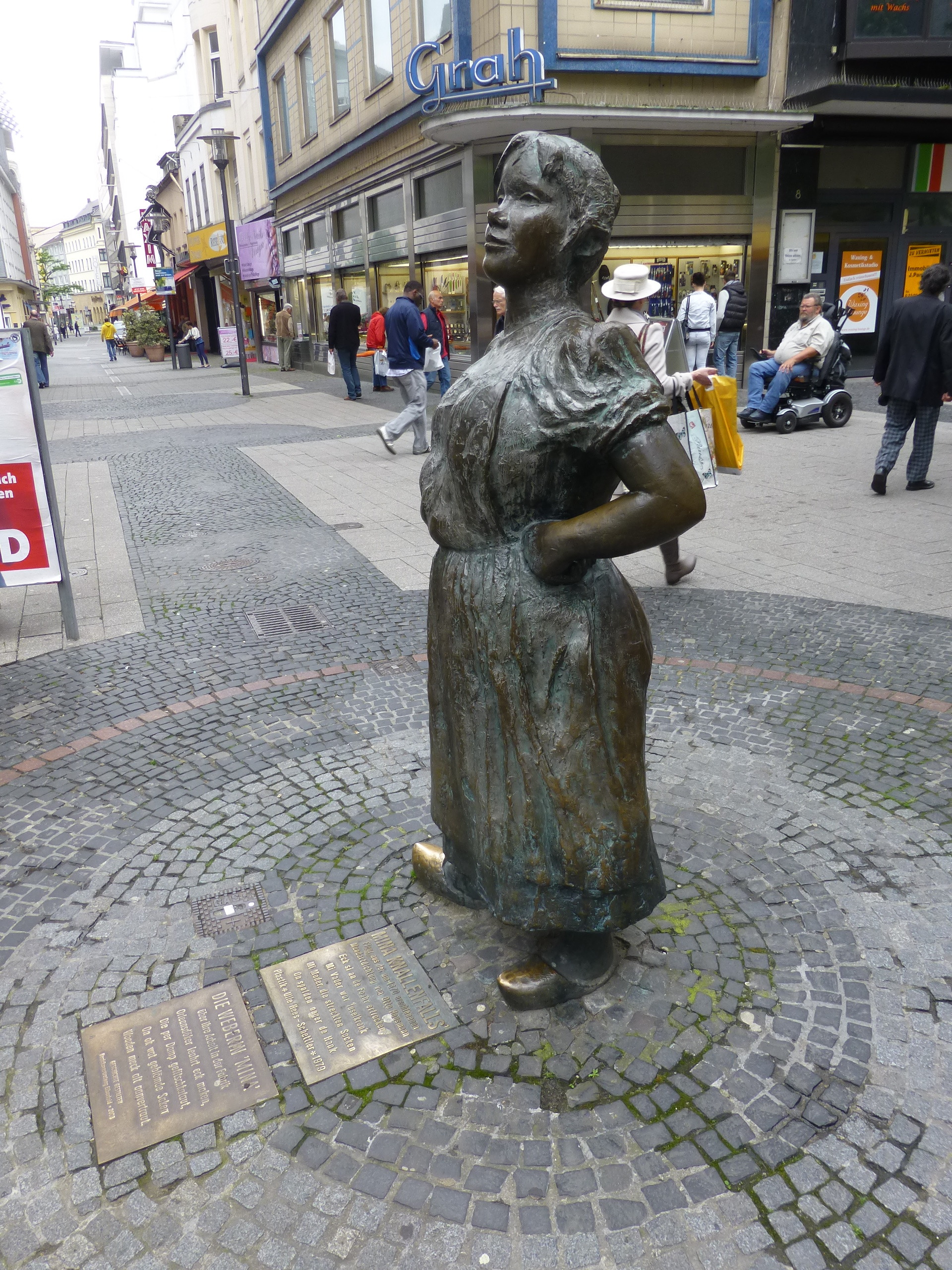
Standbild der Mina Knallenfalls in Wuppertal-Elberfeld, 1979 gefertigt von der Bildhauerin Ulle Hees

Hausmann schrieb 14 dramatische Gedichte (Einakter), die er unter dem Titel Ruhmreiche Berge zusammenfasste. Seine Gedichte wurden in fünf Bänden gesammelt. Sie erschienen 1907 unter dem Titel Ausgewählte Gedichte von Otto Hausmann bei Martini & Grüttefien. Hierin erschien auch eines der bekanntesten Werke Hausmanns aus den 1860er Jahren, das in lokaler Mundart gehaltene sozialkritische Epos über Die Lewensgeschichte vam Mina Knallenfalls vam äm selwer vertault (J. H. Born, 75 S.). Mina Knallenfalls kam in der Geschichte aus armen Verhältnissen – der Vater war arbeitslos und Trinker – und gehört noch heute zu den Wuppertaler Originalen. Jedoch distanzierte sich Hausmann im weiteren Verlauf seines Lebens bis zu seinem Tod von seiner besten literarischen Leistung. Es gab zu seinen Lebzeiten keine Lesung, keine uneingeschränkte Würdigung, kein Wiederaufleben. Lore Duwe übersetzte das Werk ins Hochdeutsche. Weitere Veröffentlichungen waren:
- Humoristisch-Satyrische Reise-Skizzen – Cöln bis Mainz – von Otto Hausmann mit 55 Radirungen von Hermann Würz. J. Loewenstein, Elberfeld 1876, 72 S.
- Daniel in der Löwengrube oder das Haus der Versuchungen, Lustspiel, 1877
- Ins Ahrtal, Verse und Prosa, 1880
- Zerstreute Blätter, Gedichte, Baedeckersche Buch- und Kunsthandlung, Elberfeld 1886
- Ritter Arnold von Elverfeld oder: Der Rommelspütt, Ballade, J.H. Born 1894
- Cäsarius von Heisterbach, Verse, 1897
- Jugendfahren, Reiseskizzen, 1899
- Die Malerei und die verwandten Künste in Wuppertal, Aufsatz, Monatsschrift des Bergischen Geschichtsvereins, 1905

### Malerei
Weniger bekannt sind Hausmanns kulturhistorische Federzeichnungen Alt-Elberfeld, die er 1900 mit eingeschobener Sozialkritik als Manuskript drucken ließ. In den letzten 10 Jahren seines Lebens widmete er sich Aquarellen und Kreidezeichnungen.

### Chormusik
Hausmann war dem Männergesang eng verbunden und dichtete Preischöre für Wettstreite der Männergesangsvereine. Zahlreiche Komponisten – vor allem aus dem Rheinland in Orten wie Köln, Godesberg, Koblenz und Krefeld – verarbeiteten in ihren Liedern Texte Hausmanns, die oft von wanderfrohen Gesellen, Liebespaaren beim wehmutsvollen Abschied und von trinkfesten Zechern handelten.

Als Beispiele sollen gelten:
| - Mathieu Neumann: Golgatha. Op. 90. - Carl August Kern: Einsam träumend singt im Riede. Op. 391. - Edmund Siefener: O du taufrischer Morgen! - Robert Pappert: Trinkt Wein: laßt uns nicht reden! - Walter Güdel: Der Spielmann: lustig schweif ich ohne Sorgen. - Ernst Hansen: Am grünen Rhein: es schlagen des Rheines Wellen. Op. 271. - Gustav Adolf Uthmann: Lebe wohl: durch den dunkeln Wald. - Johannes „Jean“ Pauli: Rüdesheimer Wein: zu Rüdesheim in der Drosselgaß. Op. 235. | - Friedrich Ullrich: Der Spielmann ist da: Lustig schweif ich ohne Sorgen. Op. 79. - Alfred Dregert: Zieh hinaus: zieh hinaus beim Morgengraun. Op. 98, Nr. 2. - Edgar Hansen: Musikantenzauber: es geht ein hübsch Märlein am Rhein. - Karl Attenhofer: Am Rhein: es schlagen des Rheines Wellen. Op. 89, Nr. 2. - August Knäpper: Moralpredigt: Hoch oben am Dache. - Emil Burgstaller: Des Liedes Weihe [für 4stg. Männerchor]. Op. 100. - Mathieu Neumann: Sardanapal. Op. 51. |

### Opern
Hausmann schrieb die Libretti zu den Opern Sanna und Aus großer Zeit, welche im Elberfelder Stadttheater mit großem Erfolg aufgeführt wurden. Für Amalasunta, Königin der Gothen von Georg Rauchenecker schrieb Hausmann den Operntext.

## Rezeption
Heinz Wolff schrieb über Hausmann: „Sein dichterischer Ehrgeiz hinterliess auch in der Lyrik des 19. Jahrhunderts Spuren. Diese wirkten oft stärker als die von Emil Ritterhaus. Sie stellen ihn in manchen Zeilen neben Heinrich Heine, weil auch er ein Beherrscher des Tonwechsels war. Die von ihm erzeugte Stimmung konnte er meisterlich mit einer Pointe auflösen und selbst zerstören, wie der Düsseldorfer Dichter es so gern tat. Gleichzeitig traf er den volksliedhaften Ton, der noch heute fortlebt.“

## Ehrungen
Hausmann war in den Kreisen der Gesangvereine eine beliebte Persönlichkeit und erhielt zahlreiche Ehrenmitgliedschaften.
In Wuppertal wurde die Straße Otto-Hausmann-Ring nach dem Dichter benannt.